# Wapen van Lollum

Wapen van Lollum

Het wapen van Lollum is het dorpswapen van het Nederlandse dorp Lollum, sinds 2011 in de Friese gemeente Súdwest-Fryslân. Het wapen werd echter in 1969 geregistreerd toen het deel uitmaakte van de gemeente Wonseradeel.

## Beschrijving
De blazoenering van het wapen in het Fries luidt als volgt:
Yn blau in gouden lofterskeanbalke, biladen mei trije griene klavers yn 'e rjochting fan 'e balke.
De Nederlandse vertaling luidt als volgt: 
In blauw een gouden linkerschuinbalk, beladen met drie groene klavers in de richting van de balk.
De heraldische kleuren zijn: azuur (blauw), goud (goud) en sinopel (groen).

## Symboliek
- Gouden balk: verwijst naar het zonlicht daar het dorp in het oosten lag van de gemeente Wonseradeel.[2]
- Klavers: staan voor de landbouw.[2]

## Zie ook

Vlag van Lollum